# 巴鲁伊普尔
巴鲁伊普尔（Baruipur），是印度西孟加拉邦South Twentyfour Parganas县的一个城镇。总人口44964（2001年）。

## 人口
该地2001年总人口44964人，其中男性22980人，女性21984人；0—6岁人口3565人，其中男1779人，女1786人；识字率84.34%，其中男性为86.41%，女性为82.18%。